# Liste der Naturschutzgebiete im Landkreis Oldenburg
Im Landkreis Oldenburg gibt es 26 Naturschutzgebiete (Stand November 2019).
| Name des Gebietes                      | Bild           | Kennung | WDPA      | Landkreis / Stadt                                            | Beschreibung / Bemerkungen | Standort | Fläche in Hektar | Jahr der Verordnung |
| -------------------------------------- | -------------- | ------- | --------- | ------------------------------------------------------------ | -------------------------- | -------- | ---------------- | ------------------- |
| Ahlhorner Fischteiche                  | weitere Bilder | WE 216  | 162048    | Landkreis Cloppenburg, Landkreis Oldenburg                   |                            | Position | 438,68           | 1993                |
| Bäken der Endeler und Holzhauser Heide | weitere Bilder | WE 189  | 162331    | Landkreis Cloppenburg, Landkreis Oldenburg, Landkreis Vechta |                            | Position | 510,13           | 1988                |
| Barneführer Holz und Schreensmoor      | weitere Bilder | WE 240  | 318166    | Landkreis Oldenburg                                          |                            | Position | 238              | 2003                |
| Bassumer Friedeholz                    |                | WE 293  | 555518631 | Landkreis Oldenburg                                          |                            | Position | 57               | 2017                |
| Benthullener Moor                      | weitere Bilder | WE 156  | 162372    | Landkreis Oldenburg                                          |                            | Position | 269,13           | 2000                |
| Brammer                                |                | WE 244  | 329295    | Landkreis Oldenburg                                          |                            | Position | 60,23            | 2004                |
| Döhler Wehe                            |                | WE 299  | 555518579 | Landkreis Oldenburg                                          |                            | Position | 70               | 2017                |
| Glaner Heide                           | weitere Bilder | WE 071  | 81735     | Landkreis Oldenburg                                          |                            | Position | 15,93            | 1939                |
| Große Höhe                             |                | WE 317  |           | Landkreis Oldenburg                                          |                            | Position | 89               | 2019                |
| Harberner Heide                        | weitere Bilder | WE 228  | 163527    | Landkreis Oldenburg                                          |                            | Position | 44,94            | 1996                |
| Hasbruch                               | weitere Bilder | WE 063  | 318506    | Landkreis Oldenburg                                          |                            | Position | 629,79           | 1997                |
| Hatter Holz                            | weitere Bilder | WE 091  | 81836     | Landkreis Oldenburg                                          |                            | Position | 5,60             | 1977                |
| Holler- und Wittemoor                  | weitere Bilder | WE 093  | 163769    | Landkreis Oldenburg, Landkreis Wesermarsch                   |                            | Position | 391,89           | 1988                |
| Huntloser Moor                         | weitere Bilder | WE 079  | 81971     | Landkreis Oldenburg                                          |                            | Position | 149,40           | 1994                |
| Lethe                                  |                | WE 316  |           | Landkreis Cloppenburg, Landkreis Oldenburg                   |                            | Position | 39               | 2019                |
| Mittlere Hunte                         |                | WE 319  |           | Landkreis Oldenburg, Stadt Oldenburg                         |                            | Position | 124              | 2019                |
| Nordenholzer Moor                      | weitere Bilder | WE 232  | 318863    | Landkreis Oldenburg                                          |                            | Position | 76,83            | 1998                |
| Osternburger Kanal                     |                | WE 304  |           | Stadt Oldenburg, Landkreis Oldenburg                         |                            | Position | 5,2              | 2019                |
| Pestruper Gräberfeld und Rosengarten   | weitere Bilder | WE 062  | 82314     | Landkreis Oldenburg                                          |                            | Position | 39,02            | 1938                |
| Pestruper Moor                         | weitere Bilder | WE 074  | 82315     | Landkreis Oldenburg                                          |                            | Position | 37,02            | 1939                |
| Poggenpohlsmoor                        | weitere Bilder | WE 215  | 82339     | Landkreis Oldenburg                                          |                            | Position | 112,06           | 1993                |
| Sager Meere, Kleiner Sand und Heumoor  | weitere Bilder | WE 252  | 378355    | Landkreis Oldenburg                                          |                            | Position | 200,78           | 2007                |
| Stenumer Holz                          | weitere Bilder | WE 311  |           | Landkreis Oldenburg                                          |                            | Position | 96               | 2018                |
| Stühe                                  | weitere Bilder | WE 312  |           | Landkreis Oldenburg                                          |                            | Position | 217              | 2018                |
| Tannersand und Gierenberg              | weitere Bilder | WE 066  | 82686     | Landkreis Oldenburg                                          |                            | Position | 30,19            | 1938                |
| Wunderburger Moor                      | weitere Bilder | WE 126  | 82947     | Landkreis Oldenburg                                          |                            | Position | 34,01            | 1967                |